# Imán

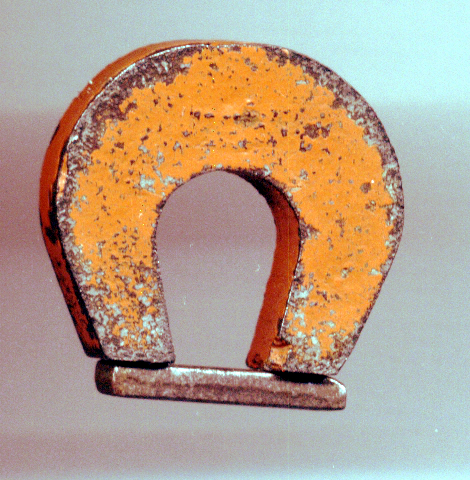
Imán

El imán es un cuerpo o dispositivo con un magnetismo significativo, de forma que atrae a otros imanes o metales ferromagnéticos (por ejemplo, hierro, cobalto, níquel y aleaciones de estos). Puede ser natural o artificial y también los materiales pueden ser paramagnéticos, que son atraídos débilmente, como el magnesio, el platino, el aluminio, entre otros, o diamagnéticos, los que no se atraen, como el grafito de carbono, oro, plata, plomo y bismuto.
Los imanes naturales mantienen su campo magnético continuo, a menos que sufran un golpe de gran magnitud o se les aplique cargas magnéticas opuestas o altas temperaturas.
El campo magnético no es visible pero es el responsable que los imanes atraigan o repelan varios materiales, aquellos que son fuertemente atraídos por un imán tienen una gran permeabilidad magnética, como en el caso del hierro y algunos tipos de acero, y reciben la denominación de materiales ferromagnéticos. Los materiales con una baja permeabilidad magnética sólo son atraídos débilmente por los imanes y reciben el nombre de paramagnéticos, un ejemplo sería el oxígeno líquido. Finalmente hay algunos materiales, como el agua, que tienen una permeabilidad magnética tan baja que el magnetismo sólo se manifiesta en presencia de un campo magnético externo (diamagnetismo). Todo tiene una permeabilidad magnética medible.
Los imanes pueden ser permanentes, si una vez magnetizados conservan de manera persistente las propiedades magnéticas, o temporales, si sólo conservan las propiedades magnéticas mientras están bajo la influencia de un campo magnético, desapareciendo cuando el campo desaparece. Un electroimán sería un tipo de imán temporal hecho con un bobinado de hilo eléctrico por el que pasa una corriente eléctrica, y sólo se comporta como un imán mientras pasa la corriente; a veces el bobinado se hace alrededor de un material ferromagnético para mejorar el campo magnético que se produce.
La unidad de medida del SI para el campo magnético es el tesla, mientras que la unidad para el flujo magnético es el weber; 1 tesla es 1 weber por metro cuadrado.

## Etimología
Del griego, adamas, adamantos (diamante, acero) de «a» (privativa, prefijo de contrariedad o de negación) y damao (quemar). Fig. piedra dura que no se puede o no se debiera quemar, calentar, pues los griegos debieron conocer que el calor destruye el magnetismo.
- El cronista Gonzalo Fernández de Oviedo relata su uso y diversos nombres en el siglo XVI:

Las agujas de marear están cebadas y compuestas con la virtud y medio de la «piedra calamita» (que vulgarmente en castilla llamamos piedra «yman») de la cual y de sus propiedades hacen gran mención los naturales y la nombran por diversos nombres: porque de más de dos que he dicho la llaman «magnete, ematite siderita y heraclion», es de diversas especies o géneros esta piedra, una es más fuerte que otra y no todas las calamitas son de un color y la mejor de todas es la de etiopia, la que se vende a peso de plata. (Escrito en 1535)

- En fr. francés aimant.

## Historia
Las descripciones más antiguas que conocemos de las propiedades de los imanes proceden del antiguo Egipto y de las antiguas Grecia, India y China. En 585 a. C. Tales de Mileto describía que la magnetita atraía el hierro pero pensaba que la causa era que tenía alma (en aquella época un movimiento implicaba vida, alma o la intervención de un dios). Un intento de explicación sin intervención de dioses o el alma lo podemos encontrar en la obra De rerum natura de Lucrecio (98 . C.- 54 a. C.). Pero no será hasta el 1600 con la publicación de De Magnete de William Gilbert que empieza la ciencia del magnetismo en Europa. En China, la primera mención conocida de los imanes y sus propiedades es del siglo IV, y las primeras descripciones de la utilización de brújulas son de principios del XI. El uso de estos aparatos sería común por todas partes en los siglos XII y XIII.

## Origen físico del magnetismo

### Imanes permanentes
Cualquier objeto común está compuesto de partículas como los protones, los neutrones y los electrones, cada una de las cuales cuenta entre sus propiedades cuánticas con el espín, que asocia un campo magnético a estas partículas. Desde este punto de vista, sería de esperar que cualquier material, siendo formado por un número inmenso de partículas, tuviera propiedades magnéticas (incluso las partículas de antimateria tienen propiedades magnéticas), pero la experiencia diaria, contradice esta posibilidad.
Dentro de cada átomo o molécula, la disposición de cada espín sigue estrictamente el principio de exclusión de Pauli, pero a cualquier sustancia diamagnética no hay una ordenación del espín que afecte un gran número de partículas, por eso no hay un campo magnético, el momento magnético de una partícula se cancela con el de otra.
En cambio, en imanes permanentes, sí que encontramos un grado de ordenación importante del espín de sus partículas. El nivel de ordenación más elevado se presenta a los llamados dominios de Weiss o dominios magnéticos: que pueden ser considerados como regiones microscópicas donde hay una fuerte interacción entre las partículas, llamadas interacciones de intercambio, que genera una situación muy ordenada, cuanto más gordo sea el grado de orden del dominio, más fuerte será el campo magnético que se generará.
Una ordenación elevada (y por lo tanto, un campo magnético fuerte) es una de las principales características de los materiales ferromagnéticos.
Una estrategia que se puede utilizar para generar un campo magnético muy intenso consiste en orientar todos los dominios de Weiss de un material ferromagnético con un campo menos intenso, generado por una bobina de material conductor por la cual pasa una corriente eléctrica: un electroimán.

### Magnetismo generado por los electrones
Los electrones tienen un papel importante en la formación del campo magnético, en un átomo los electrones se pueden encontrar sólos o en parejas dentro de cada orbital. Si están en parejas, cada electrón tiene un espín opuesto al del otro (espín up y espín down), desde el momento que los espines tienen direcciones opuestas se anulan entre sí, por lo tanto una pareja de electrones no puede generar un campo magnético.
En muchos átomos, el número de electrones es impar, todos los materiales magnéticos tienen electrones de este tipo, pero no se puede decir que un átomo con electrones desapareados será ferromagnético. Para poder ser ferromagnético, los electrones no emparejados del material también tienen que interaccionar entre sí a gran escala, de forma que todos ellos tienen que estar orientados en la misma dirección. La configuración electrónica específica de los átomos, así como la distancia entre cada átomo, es el principal factor que impulsa este orden de largo alcance, que afecta a muchas partículas. Si los electrones tienen la misma orientación se encontrarán en un estado de menor energía.

### Electroimanes

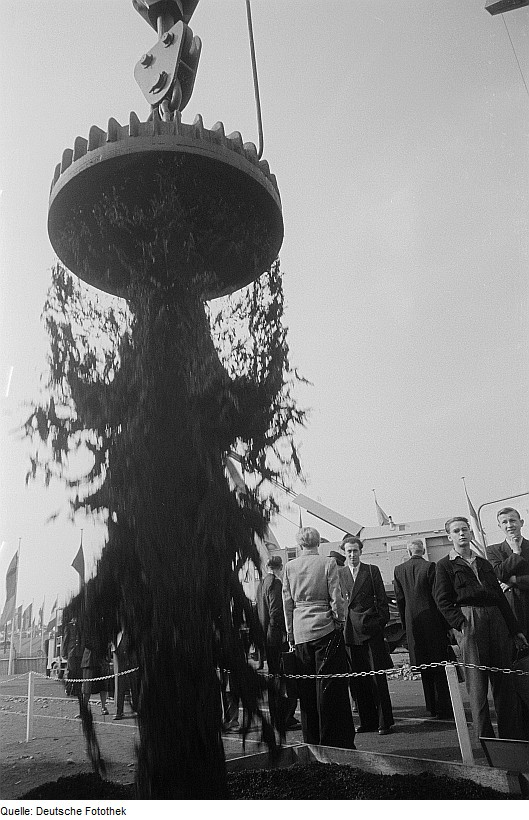
Demostración del funcionamiento de un electroimán en la feria de Leipzig en 1954.

Un electroimán en su forma más simple, es el de un hilo conductor que ha sido enrollado una o más veces, esta configuración se denomina espira (una vuelta) o solenoide. Cuando la corriente eléctrica pasa a través del hilo conductor del bobinado se genera un campo magnético que se presenta concentrado cerca del arrollamiento (especialmente a su interior). Sus líneas de campo son muy similares a las de un imán y su orientación sigue la regla de la mano derecha. El momento y el campo magnéticos del electroimán son proporcionales al número de vueltas del hilo (también llamadas espiras), en la sección de cada espira y en la densidad de la corriente que pasa por el hilo.
Si las espiras de hilo conductor se hacen alrededor de un material sin propiedades magnéticas especiales, o al aire, el campo magnético que se generará será fuerza débil; pero si el hilo se enrolla alrededor de un material ferromagnético y paramagnético, como podría ser un clavo de hierro, el campo magnético producido será mucho más grande, su fuerza será de unos centenares de veces superior y puede llegar a multiplicarla por 1000.
El campo magnético que se observa alrededor de un imán se extiende hasta una distancia considerable en comparación al tamaño del imán, y sigue la ley de la inversa del cubo: la intensidad del campo es inversamente proporcional al cubo de la distancia.
Si el electroimán se basa en una placa metálica, la fuerza necesaria para separar los dos objetos será todavía más grande, puesto que las dos superficies serán planas y lisas, en este caso habrá más puntos de contacto y la reluctancia del circuito magnético será menor.
Los electroimanes tienen aplicaciones en varias campos, desde los aceleradores de partículas hasta los motores eléctricos pasando por las grúas de los desguaces de vehículos o las máquinas que producen imágenes por resonancia magnética. También hay máquinas más complejas en las cuales no se utilizan los dipolos magnéticos simples, sino que implican cuatro (cuadripoles) o más polos magnéticos; un ejemplo sería el espectrómetro de masa donde se encargan de concentrar los fajos de partículas.
Recientemente ha sido posible producir campos magnéticos de varios millones de teslas utilizando solenoides micrométricos a través de los cuales se hizo pasar una corriente de millones de amperios utilizando una descarga de impulsos producida con una batería de condensadores. La intensa fuerza de la descarga llevaba el sistema a la implosión, destruyendo el experimento en unos pocos milisegundos.

#### Descubrimiento
Fue Ørsted quien por primera vez evidenció en 1820 que una corriente eléctrica genera un campo magnético en su entorno. En el interior de la materia existen pequeñas corrientes cerradas debido al movimiento de los electrones que contienen los átomos, cada uno de ellos origina un imán microscópico. Cuando estos pequeños imanes están orientados en todas las direcciones sus efectos se anulan mutuamente y el material no presenta propiedades magnéticas; en cambio si todos los imanes se alinean actúan como un único imán en este caso la sustancia se ha magnetizado.
El primer científico que construyó un electroimán fue el físico y político francés François Arago.

## Características de los imanes

### Campo magnético
El campo magnético (habitualmente representado como B) es lo que en física se denomina un campo porque tiene un valor en cada punto del espacio. El campo magnético (a cualquier punto dado) vendrá determinado por dos propiedades:
1. su dirección (que sigue la orientación de la aguja de una brújula)
2. su magnitud (o fuerza) que es proporcional a la fuerza con que la aguja de la brújula se orienta en la dirección del campo.

La dirección y la magnitud son las características de un vector y por lo tanto B es un campo vectorial. B también puede depender del tiempo.

### Momento magnético
El momento magnético de un imán, también llamado momento dipolar magnético, y que es simbolizado con la letra μ, es un vector que caracteriza las propiedades magnéticas de cualquier cuerpo. Por ejemplo, en una barra magnética la dirección del momento magnético apunta del polo norte al polo sur y su magnitud depende de la fuerza de los polos y de su distancia. En unidades del SI se expresa en A·m².
Un imán produce su campo magnético y al mismo tiempo responde a otros campos magnéticos, su campo magnético a cualquier punto es proporcional al valor de su momento magnético. Cuando el imán está dentro de un campo magnético producido por otra fuente es sometido a un par de fuerzas que tenderá a orientar el momento magnético de manera paralela al campo. El valor de este par de fuerzas será proporcional al momento magnético y al campo externo.
Una espira con una sección de área A que es atravesada por una corriente I se comportará como un imán con un momento magnético que tendrá un valor igual a IA.

### Magnetización
La magnetización de los materiales magnéticos es el valor local de su momento magnético por unidad de volumen, habitualmente se representa como 'M y sus unidades son A/m. Más que un vector (que sería el caso del momento magnético) se trata de un campo vectorial porque zonas diferentes de un imán pueden ser magnetizadas con diferentes direcciones y fuerza. Un imán de barra de buena calidad puede tener un momento magnético de 0,1 A· m² y si suponemos un volumen de un cm³ (0,000001 m³) una magnetización de 100.000 A/m. El hierro puede tener una magnetización alrededor de un millón de A/m, este valor tan grande explica por qué los imanes son tan efectivos produciendo campos magnéticos.

### Polos magnéticos y corrientes atómicas

#### El modelo de Gilbert

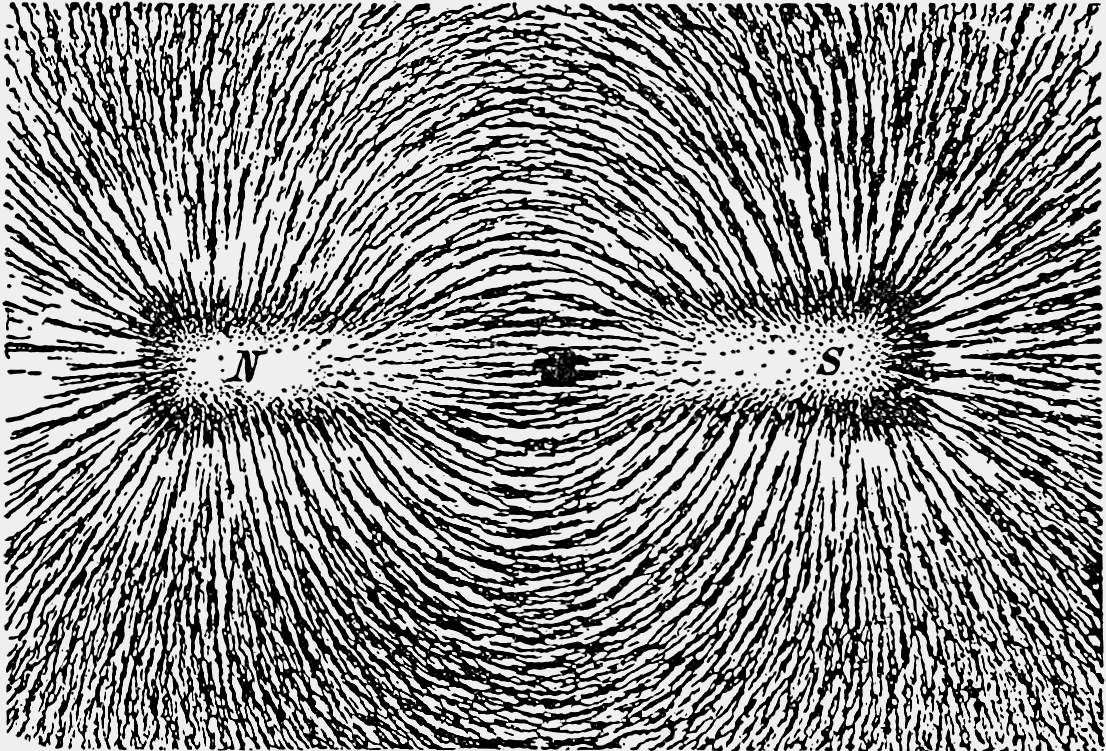
Líneas de fuerza de un imán visualizadas mediante chatarras de hierro extendidas sobre una cartulina.

En todos los imanes, sean del tipo que sean, la máxima fuerza de atracción se encuentra en sus extremos, denominados polo. Un imán consta como mínimo de dos polos, denominados polo norte y polo sur. El polo no es algo material sino un concepto utilizado para describir los imanes. Los polos iguales se repelen y los polos opuestos se atraen. No existen polos aislados, y por lo tanto, si un imán se rompe en dos partes, se forman dos nuevos imanes, cada uno con su polo norte y su polo sur. Si continuamos dividiendo llegará un momento en que las partes serán demasiado pequeñas para mantener un campo magnético, habrán perdido la capacidad de generar magnetismo. En el caso de algunos materiales se puede llegar a nivel molecular y observar todavía un polo norte y un polo sur. Algunas teorías científicas prevén la existencia de un monopolo magnético norte y sur, pero hasta ahora nunca han sido observados.
El modelo del polos magnéticos la superficie de los polos de los imanes permanentes es imaginada cubierta de la llamada carga magnética, partículas de tipos norte al polo norte y partículas de tipos sur al polo sur, que serían la fuente de las líneas del campo magnético. Este modelo describe correctamente el campo magnético que hay fuera del imán, pero no da el campo correcto en el interior. Este modelo, también recibe el nombre de modelo Gilbert de un dipolo magnético.

#### El modelo de Ampère
La alternativa al modelo de los polos es el modelo de Ampère según André-Marie Ampère las corrientes eléctricas, serían la causa de todos los fenómenos magnéticos, explicando tanto el magnetismo de los imanes como todas las otras fuentes del magnetismo. Los dipolos magnéticos serían pequeñas espiras atómicas de corriente, pequeños circuitos cerrados de corriente de medida atómica. Hoy en día, la idea de Ampère continúa siendo la base de la teoría del magnetismo, pero se considera que a los materiales magnéticos también hay corrientes que se tienen que relacionar con la propiedad cuántica del espín, un momento angular intrínseco asociado a las partículas subatómicas. La norma de la mano derecha nos indica la dirección en la que fluye la corriente. El modelo de Ampère da el campo magnético exacto tanto en el interior como en el exterior del imán.

#### Denominación de los polos de un imán

El polo norte geográfico es en realidad el polo sur del campo magnético de la Tierra.

Históricamente, los términos polo norte y polo sur de un imán reflejan el conocimiento de la interacción entre un imán y el campo magnético terrestre. Un imán suspendido libremente en el aire, se orientará a lo largo de un eje norte-sur debido a la acción de los polos norte y sur magnéticos de la Tierra. La punta del imán que apunta hacia el polo norte magnético de la Tierra se llama el polo norte del imán, mientras que el otro extremo será el polo sur del imán. Dado que los polos opuestos (norte y sur) se atraen, el polo norte geográfico es en realidad el polo sur del campo magnético de la Tierra.
Hoy en día, el polo sur magnético se encuentra cerca del polo norte geográfico, pero no siempre ha sido así (véase declinación magnética). Se ha constatado que las rocas magnetizadas presentes en el fondo oceánico muestran que el campo magnético ha invertido su polaridad varias veces a lo largo de la historia de la Tierra. Afortunadamente, utilizando un electroimán y la regla de la mano derecha, podemos orientar cualquier campo magnético sin tener que utilizar el campo magnético terrestre.

## Tipos de imanes

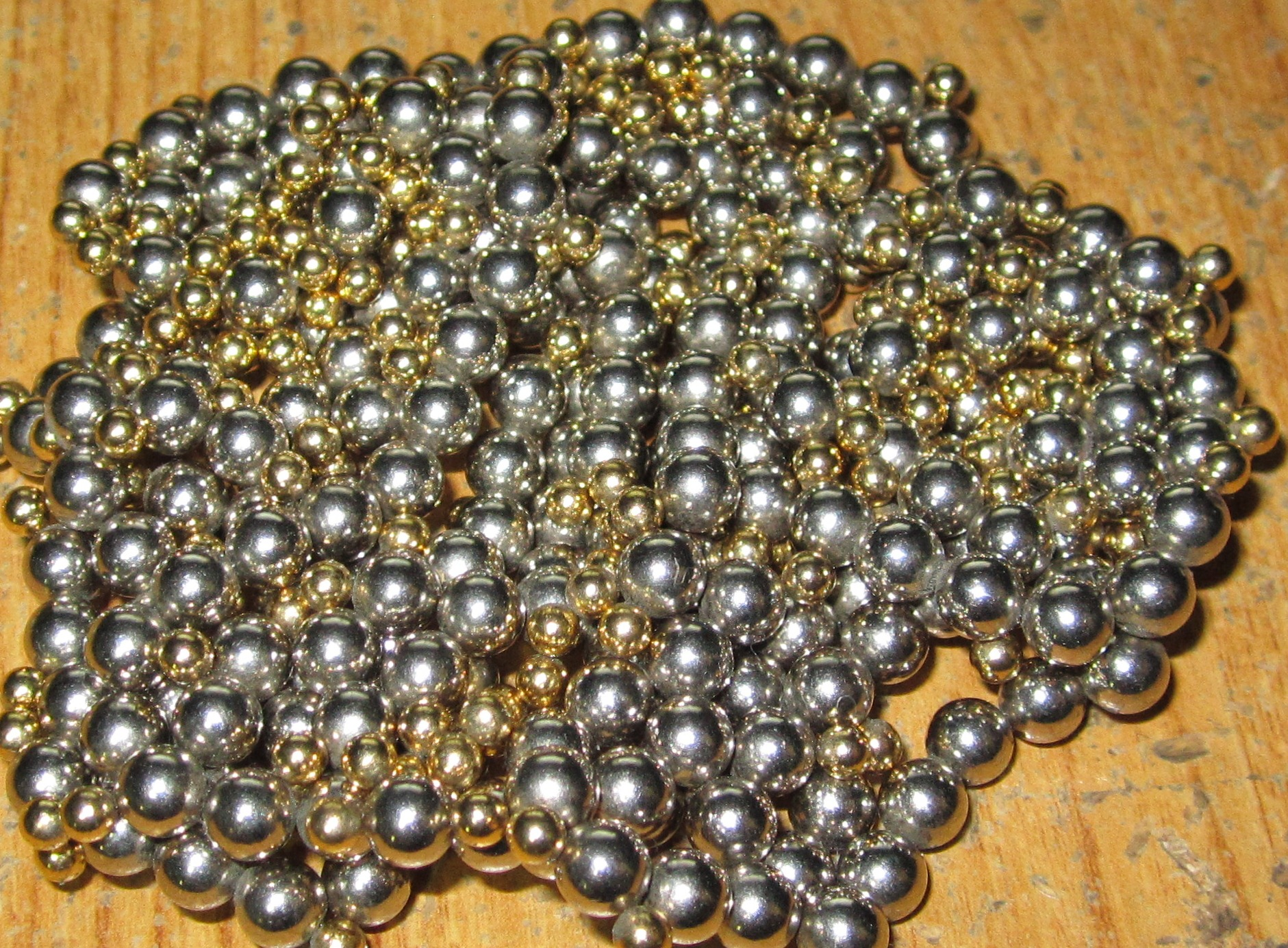
Imanes de neodimio

Los imanes pueden ser naturales o artificiales, o bien, permanentes o temporales. Un imán natural es un mineral con propiedades magnéticas (magnetita). Un imán artificial es un cuerpo de material ferromagnético al que se le ha inducido un campo electromagnético. Un imán permanente está fabricado en acero imantado. Un imán temporal, pierde sus propiedades una vez que cesa la causa que provoca el magnetismo. Un electroimán es una bobina (en el caso mínimo, una espiral) por la cual circula corriente eléctrica.
- Imanes naturales: la magnetita es un potente imán natural, tiene la propiedad de atraer todas las sustancias magnéticas. Su característica de atraer trozos de hierro es natural. Está compuesta por óxido de hierro. Las sustancias magnéticas son aquellas que son atraídas por la magnetita.
- Imanes artificiales permanentes: las sustancias magnéticas que al frotarlas con la magnetita, se convierten en imanes, y conservan durante mucho tiempo su propiedad de atracción.
- Imanes artificiales temporales: aquellos que producen un campo magnético solo cuando circula por ellos una corriente eléctrica. Un ejemplo es el electroimán.

## El cálculo de fuerza magnética

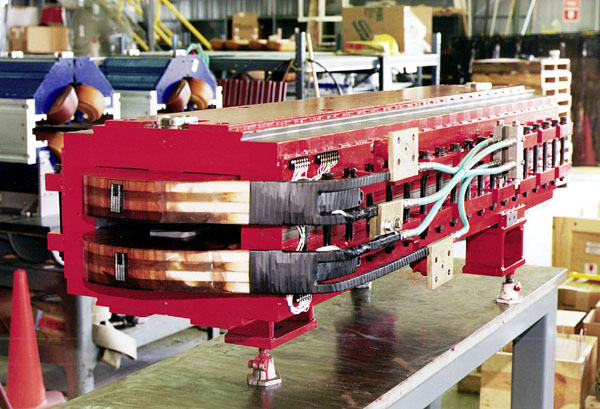
Imán dipolar del sincrotrón Advanced Photon Source del Argonne National Laboratory en Estados Unidos.

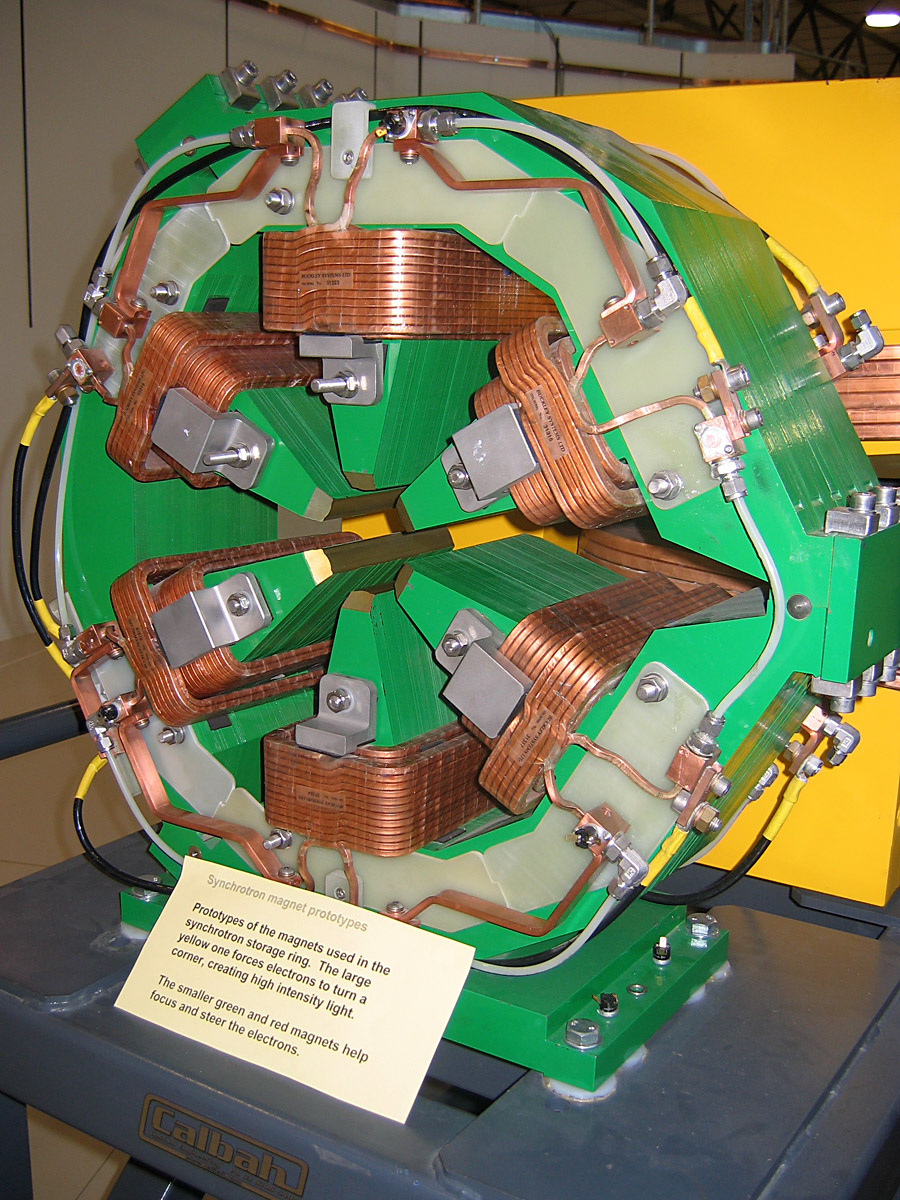
Un imán sextipolar utilizado en un sincrotrón australiano en Clayton, Victoria.

### Campo de un imán
El campo magnético creado por imán se puede describir de una manera aproximada como el campo de un dipolo magnético, caracterizado por su momento magnético total. Esto sería válido independientemente de la forma del imán siempre que el momento magnético sea diferente de cero. Una de las características de un campo dipolar es que la fuerza del campo disminuye inversamente con el cubo de la distancia desde el centro del imán.
Cuanto más cerca del imán, el campo magnético se vuelve más complicado y más dependiente de su forma y magnetización. Formalmente, el campo puede expresar como una expansión multipolar: un campo dipolar, más un campo cuadripolar, más un campo de octopolar, etc.

### La fuerza magnética
Calcular la fuerza atractiva o repulsiva que hay entre dos imanes es, en general, una operación extremadamente compleja en cuanto que depende de la forma de los imanes, de su magnetización, de la orientación y de su separación.

#### Fuerza entre dos polos magnéticos
En mecánica clásica, la fuerza entre dos polos magnéticos vendrá dada por la ecuación:
{\displaystyle F={{\mu q_{m1}q_{m2}} \over {4\pi r^{2}}}}
donde
F es la fuerza (en newtons)
qm1 y qm2 es la magnitud de los polos magnéticos (amperio-metro)
μ es la permeabilidad del medio tesla metro por amperio, henry por metro o newton por amperio cuadrado)
r es la separación (metros).
Aun así, esta ecuación no describe una situación física real dado que los polos magnéticos son unas entidades puramente teóricas, los imanes reales presentan una distribución de polvo mucho más complejo que unos únicos polos norte y sur. A continuación hay unas ecuaciones más complejas que son más útiles.

#### Fuerza magnética entre dos superficies
La fuerza entre dos superficies cercanas de área A y un campo magnético igual pero de sentido opuesto H vendrá dada por:
{\displaystyle F={\frac {\mu _{0}}{2}}AH^{2}}
donde
A es el área de cada superficie, en m2
H es el campo magnético, en A/m.
μ0 es la permeabilidad del espacio, que es igual a 4π×10-7 T·m/A

#### Fuerza entre dos imanes de barra
La fuerza entre dos imanes cilíndricos idénticos que se tocan por sus extremos vendrá dada por:
{\displaystyle F=\left[{\frac {B_{0}^{2}A^{2}\left(L^{2}+R^{2}\right)}{\pi \mu _{0}L^{2}}}\right]\left[{\frac {1}{x^{2}}}+{\frac {1}{(x+2L)^{2}}}-{\frac {2}{(x+L)^{2}}}\right]}
donde:
B0 es la densidad del flujo magnético muy cerca de cada polo, en T,
A es el área de cada polo, en m2,
L es la longitud de cada imán, en m,
R es el radio de cada imán, en m, i
x es la separación entre los dos imanes, en m
{\displaystyle B_{0}\,=\,{\frac {\mu _{0}}{2}}M} relaciona la densidad de flujo magnético al polo con la magnetización del imán.
Se observa que estas ecuaciones se basan en el modelo de Gilbert, que es utilizable en casos de distancias relativamente grandes. En otros modelos (como el modelo de Ampère) la formulación es más complicada, tanto, que a veces no es soluble analíticamente y hay que utilizar métodos del análisis numérico.

## Usos en la actualidad

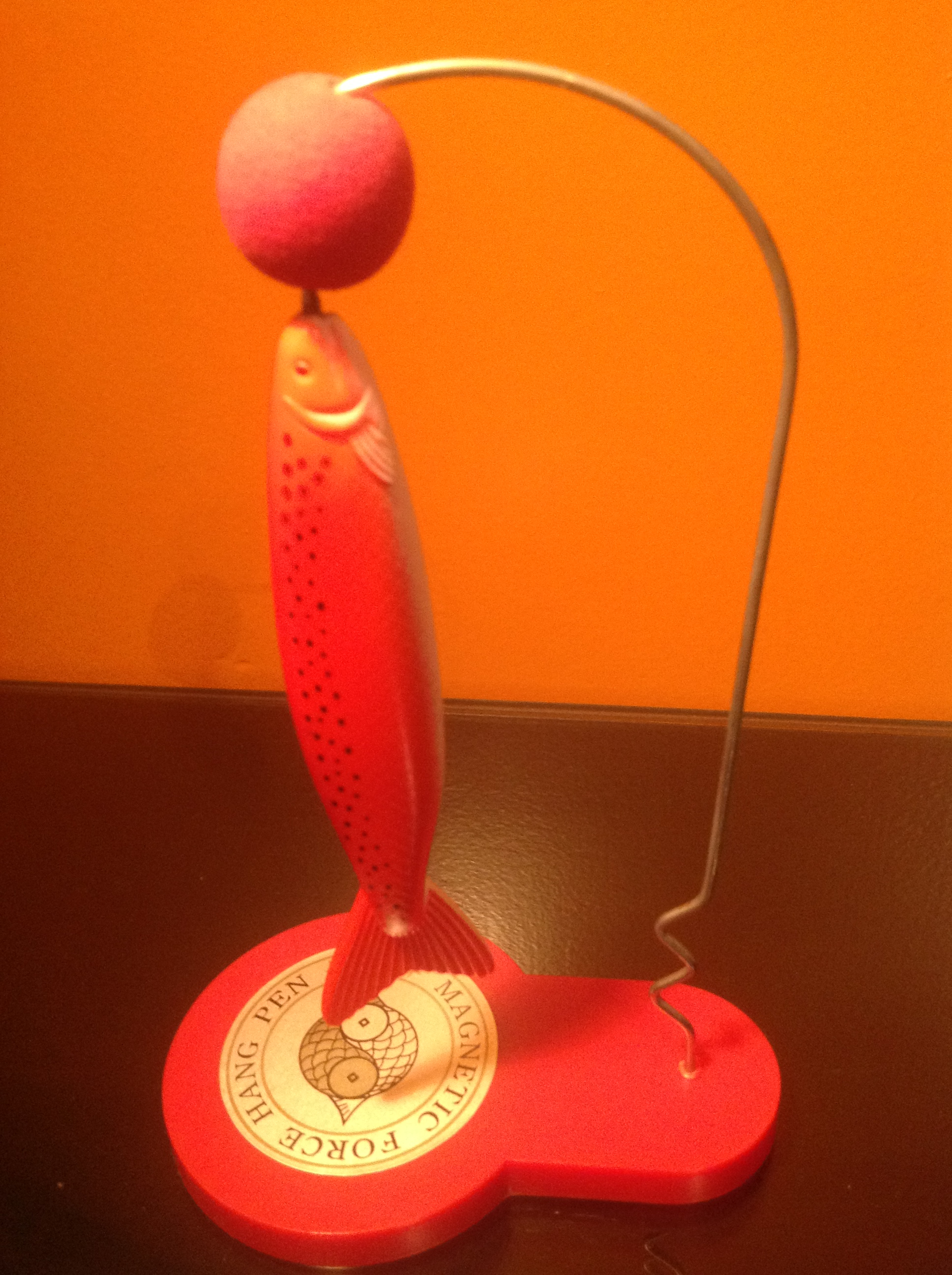
Bolígrafo con imán en forma de salmón

Los imanes se utilizan de muy diversas formas: en discos duros, altavoces, imanes para nevera, brújulas, cierres para nevera o congeladores, paredes magnéticas, llaves codificadas, bandas magnéticas de tarjetas de crédito o débito, bocinas, motores, un interruptor básico, generadores, detectores de metales, para el cierre de mobiliario. Algunos de estos aparatos pueden dañarse si se les aplica una cierta cantidad de magnetismo opuesto o una alta temperatura.

## Partes de un imán
- Eje magnético: barra de la línea que une los dos polos.
- Línea neutral: línea de la superficie de la barra que separa las zonas polarizadas.
- Polos: los dos extremos del imán donde las fuerzas de atracción son más intensas. Estos polos son el polo norte y el polo sur; los polos iguales se repelen y los diferentes se atraen.

## Magnetismo
Se dice que por primera vez se observaron en la ciudad de Magnesia en Asia Menor, de ahí el término magnetismo. Sabían que ciertas piedras atraían el hierro y que los trocitos de hierro atraídos, atraían a su vez a otros. Estas se denominaron imanes naturales.
Fue Oersted quien evidenció en 1820 por primera vez que una corriente eléctrica genera un campo magnético a su alrededor. En el interior de la materia existen pequeñas corrientes relacionadas al movimiento de los electrones que contienen los átomos; cada una de ellas origina un microscópico imán. Cuando estos pequeños imanes están orientados en todas direcciones sus efectos se anulan mutuamente y el material no presenta propiedades magnéticas; y en cambio, si todos los imanes se alinean, actúan como un único imán y se dice que la sustancia se ha magnetizado.

## Polos magnéticos

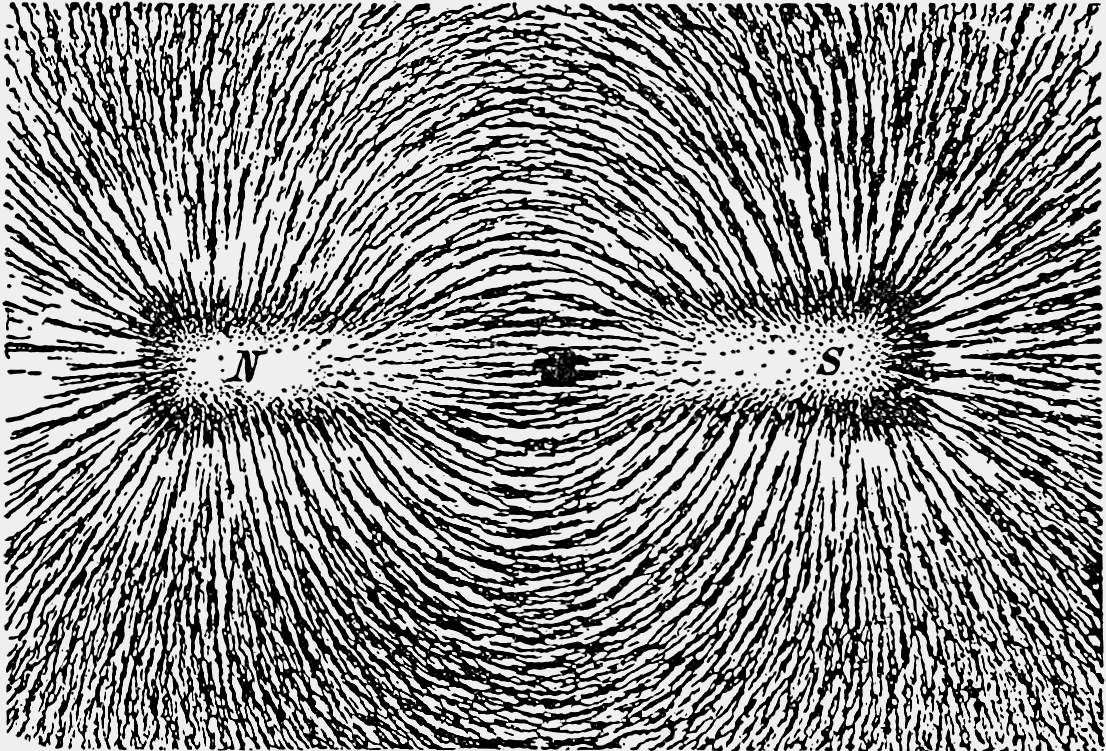
Líneas de fuerza de un imán, visualizadas mediante limaduras de hierro extendidas sobre una cartulina.

Si se trata tanto de un tipo de imán como de otro, la máxima fuerza de atracción se halla en sus extremos, llamados polos. Un imán consta de dos polos, denominados polo norte y polo sur. Los polos iguales se repelen y los polos distintos se atraen. No existen polos aislados (véase monopolo magnético) y, por lo tanto, si un imán se rompe en dos partes, se forman dos nuevos imanes, cada uno con su polo norte y su polo sur, aunque la fuerza de atracción del imán disminuye.
Entre ambos polos se crean líneas de fuerza, siendo estas líneas cerradas, por lo que en el interior del imán también van de un polo al otro. Como se muestra en la figura, pueden ser visualizadas esparciendo limaduras de hierro sobre una cartulina situada encima de una barra imantada; golpeando suavemente la cartulina, las limaduras se orientan en la dirección de las líneas de fuerza.

## Polaridad de un imán
Para determinar los polos de un imán se considera la tendencia de este a orientarse según los polos magnéticos de la Tierra, que es un gigantesco imán natural: el polo norte del imán se orienta hacia el polo sur magnético (ubicado próximo al polo Norte geográfico), que en un sentido estrictamente magnético es un polo sur. El polo sur de un imán se orienta hacia el polo norte magnético (ubicado próximo al polo Sur geográfico), que en un sentido estrictamente magnético es un polo norte.
De manera práctica, para determinar qué polo de un imán es el norte y cual es el sur, no es necesario usar el campo magnético de la Tierra. Por ejemplo, un método consiste en comparar el imán con un electroimán, cuyos polos se pueden identificar usando la regla de la mano derecha. Las líneas de campo magnético, por convención, emergen desde el polo norte de un imán y entran por el polo sur.
El ángulo comprendido entre el norte magnético local, indicado por una brújula, y el norte verdadero (o norte geográfico) se denomina declinación magnética.

## Magnetización
La magnetización de un objeto es el valor local de su momento angular-magnético por unidad de volumen, usualmente denotado M, con unidades A/m. Es un campo vectorial, más allá que simplemente un vector (como el momento magnético), porque las diferentes secciones de una barra magnética generalmente están magnetizadas con diferentes direcciones y fuerzas. Una buena barra magnética puede tener un momento magnético de magnitud 0,1 A·m² y de volumen de 1 cm³, o 0,000001 m³; por tal razón el promedio de la magnitud de magnetización es de 100 000 A/m. El acero puede tener una magnetización de alrededor de un millón de A/m.

### Forma de magnetizar una sustancia
Colocando el material en un fuerte campo magnético producido por un imán permanente o por una corriente eléctrica, o cuando el material tiene propiedades magnéticas y al fundirlo (ej. acero o lava basáltica) se enfría en la presencia de algún campo magnético.